# جيمي أوبراين
جيمي أوبراين (بالإنجليزية: Jamie O'Brien)‏ (8 يونيو 1990 بدبلن في جمهورية أيرلندا - ) هو لاعب كرة قدم أيرلندي في مركز الوسط. لعب مع باتريك أتلتيك وبرادفورد سيتي وبرمنغهام سيتي ونادي بوهيميان وووترفورد يونايتد ولونغفورد تاون ‏ وSolihull Moors F.C. ‏ وأثلون تاون ‏.

## وصلات خارجية
- جيمي أوبراين على موقع قاعدة بيانات كرة القدم.إي يو (الإنجليزية)
- جيمي أوبراين على موقع Soccerbase.com (لاعب) (الإنجليزية)